# Zeioidei
Sous-ordre
Les Zeioidei sont un sous-ordre de poissons de l'ordre des Zeiformes.

## Systématique
Le sous-ordre des Zeioidei a été créé en 2002 par les ichtyologistes James C. Tyler (d), Bruce O'Toole (d) et Richard Winterbottom (d).

## Publication originale
- (en) James C. Tyler, Bruce O'Toole et Richard Winterbottom, « Phylogeny of the genera and families of Zeiform fishes, with comments on their relationships with tetraodontiforms and caproids », Smithsonian Contributions to Zoology, SISP (d) et SIP (d), no 618,‎ 2003, p. 1-110 (ISSN 0081-0282 et 1943-6696, DOI 10.5479/SI.00810282.618).

## Liste des familles
Selon ITIS (13 novembre 2020) :
- famille Grammicolepididae Poey, 1873
- famille Oreosomatidae Bleeker, 1859
- famille Parazenidae Greenwood et al., 1966
- famille Zeidae Latreille, 1825
- famille Zeniontidae Myers, 1960